# Kuchikamizake
Il Kuchikamizake (口噛み酒, sake masticato) o Kuchikami no sake (口噛みの酒), è un tipo di alcolico a base di riso prodotto dalla fermentazione innescata dalla saliva umana ed è stata una delle prime bevande alcoliche giapponesi.
Kuchi significa "bocca", kami significa "masticare" e zake è la forma rendaku di "sake".

## Descrizione
Il kuchikamizake veniva prodotto esclusivamente durante delle cerimonie nei templi shintoisti.
Il riso veniva lavato e poi messo in ammollo in acqua per essere ammorbidito. Quando era diventato una sorta di pappetta lattescente e molliccia, veniva masticato da delle bellissime vergini, che in questo modo, grazie agli enzimi presenti nella saliva, innescavano una prima digestione e scomposizione dell’amido.
Considerando le basse proprietà fermentative della saliva il kuchikamizake non superava il 5% di gradazione alcolica.
Il kuchikamizake è di colore biancastro, ha una consistenza simile al milkshake e ha un gusto dolce con un retrogusto floreale.Veniva lasciato per più di 100 anni a fermentare.
Nelle isole Ryūkyū della Prefettura di Okinawa il kuchikamezake veniva prodotto fino agli anni quaranta del 1900.